# Планета Сенп
«Планета Сенп» (рос. «Планета Сэнп»), інша назва — «Волни. Сенп» (рос. «Волны. Сэнп») — роман української письменниці і художниці Алли Марковської. Жанр — наукове фентезі. Роботу над романом розпочато в 1997 році, закінчено в 2011 році. Видано в 2012 році у видавництві YAM.

## Сюжет
Події в романі розгортаються навколо головного героя, могутнього перевертня та його трирічного сина, яких космічні пірати висадили на дику планету. Волею випадку, разом з перевертнем Гелом на планеті опиняється юнак — безсмертний Керфі. А десь там, у далеких космічних нетрях, поволі розгортається війна між двома могутніми державними утвореннями — Імперією і Братством.
До певного часу неясно, наскільки важливим є головний герой для контексту тієї війни і наскільки могутні сили він таїть у своїй природі…
|  | — Навіщо ви живете? — тихо перепитав Гел..., — заповнюєте вчинками порожнечу, а голосами тишу. — А навіщо ми вмираємо? — Ви звільняєте місце для порожнечі... . |

Читач почергово опиняється у різних суспільствах — у соціумі первісних мисливців, феодальній общині, середньовічному замку, вишуканій столиці, цивілізації рівня початку ХХ століття та інших, ще більш екзотичних спільнотах.
Чи зможе Гел, представник прадавньої раси Волнів, вижити сам, зберегти життя сина і повернутися до цивілізованого життя?..

## Зв'язок з іншими творами Алли Марковської
Прологом до подій роману є «Легенда про Творців і Порожнечу», що також слугує вступом і до незавершеної трилогії «Діалоги…».
Роман «Екологи, або Копроконська історія» має з «Планетою Сенп» деяких спільних героїв і непов'язаний сюжет.
Наразі письменниця працює над створенням нової україномовної редакції твору, що матиме назву «Війна Сфери». У 2017 році було опубліковано дві повісті, що відповідають розділам майбутнього роману.